# Tadeusz Burnatowicz
Tadeusz Burnatowicz (ur. 5 lutego 1900 w Stanisławowie, zm. 4 maja 1977 w Krakowie) – polski aktor teatralny i filmowy, reżyser teatralny, nauczyciel i wykładowca akademicki, rektor Państwowej Wyższej Szkoły Teatralnej w Krakowie w latach 1953–1963.

## Życiorys

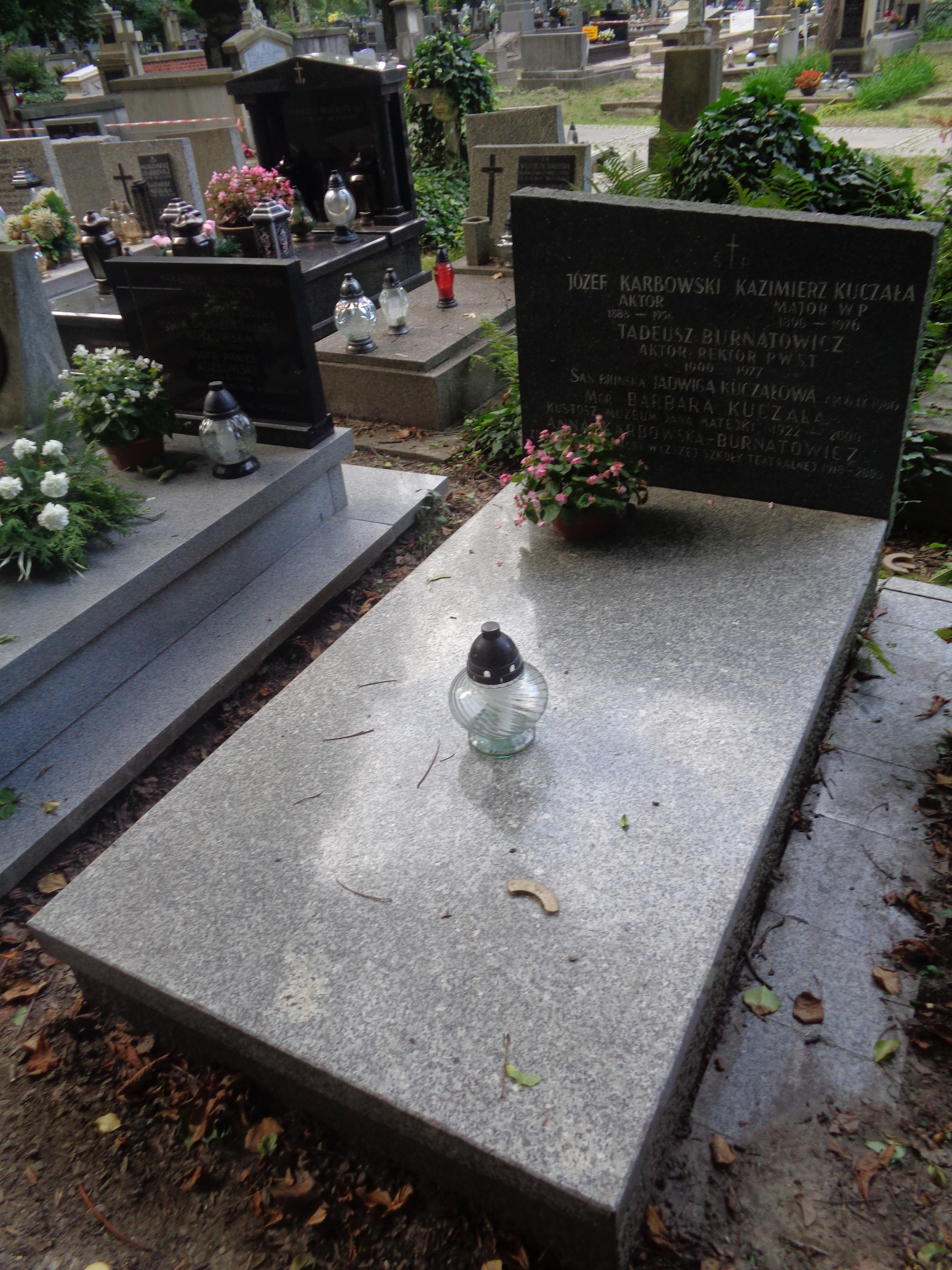
Grób Tadeusz Burnatowicza na cmentarzu Rakowickim w Krakowie.

Urodził się w rodzinie Stanisława, nauczyciela szkoły handlowej, i Leopoldyny z Mullerów. Od 1907 roku mieszkał w Krakowie, gdzie zdał maturę. Przez dwa lata studiował architekturę na Politechnice Lwowskiej, jednocześnie ucząc się aktorstwa we lwowskiej Szkole Dramatycznej Franciszka Frączkowskiego, którą ukończył w 1922 roku. W tymże roku otrzymał pierwszy angaż w Teatrze im. Juliusza Słowackiego w Krakowie, gdzie występował do wybuchu II wojny światowej. Jednocześnie uczęszczał do krakowskiej Miejskiej Szkoły Dramatycznej, w której następnie prowadził zajęcia praktyczne (od 1933 roku). W okresie przedwojennym współpracował z krakowskim teatrem marionetek Wacława Hemzaczka (1926) oraz brał udział w objazdowych przedstawieniach Reduty (1938).
Podczas wojny nie występował, pracując od grudnia 1939 roku do stycznia 1945 roku jako urzędnik w krakowskim magistracie. Po zakończeniu walk powrócił do grania Teatrze im. Słowackiego, a po utworzeniu Miejskich Teatrów Dramatycznych występował również w Starym Teatrze w Krakowie (od 1946 roku). Zaangażował się również w tworzenie krakowskiej Państwowej Szkoły Dramatycznej, pełniąc funkcję jej wicedyrektora (1946-1947). W latach 1950–1953 był dyrektorem Państwowej Wyższej Szkoły Aktorskiej, natomiast w latach 1953–1963 pełnił funkcję jej rektora; za jego kadencji uczelnię przemianowano na Państwową Wyższą Szkołę Teatralną. W 1956 roku otrzymał tytuł profesora. W latach 1947–1971 wykładał na uczelni grę aktorską i pracę z aktorem. Reżyserował również studenckie spektakle dyplomowe. Był zasłużonym członkiem SPATiF-ZASP. Wystąpił w dwóch spektaklach Teatru Telewizji (1962, 1969). Na emeryturę aktorską przeszedł w 1970 roku.
W 1951 roku na Festiwalu Polskich Sztuk Współczesnych otrzymał II nagrodę za role: ojca w sztuce Wczoraj i przedwczoraj Aleksandra Maliszewskiego oraz Meciejewskiego w przedstawieniu Tysiąc walecznych Jana Rojewskiego.
W pierwszych latach powojennych studiował także malarstwo na krakowskiej Akademii Sztuk Pięknych (pod kierunkiem Eugeniusza Eibischa).
Był dwukrotnie żonaty: najpierw z Marią Zygmunt (ślub w czerwcu 1940 roku), następnie z Anną Stanisławą Karbowską z domu Durkalec, wdową po Józefie Karbowskim (ślub w 1960 roku).
Zmarł w Krakowie, pochowany na cmentarzu Rakowickim (kwatera Q-3-47).

## Filmografia
- Ślepy tor (powrót) (1947) – inżynier Marek Rogowicz
- Stalowe serca (1948) – „Raptus”

## Ordery i odznaczenia
- Złoty Krzyż Zasługi (22 lipca 1952)[1]
- Medal 10-lecia Polski Ludowej (28 stycznia 1955)[2]